# Rocket Lab
Rocket Lab è un'azienda statunitense privata di produzione di razzi spaziali e servizi di lancio. Ha sviluppato in precedenza un razzo suborbitale chiamato Ātea e attualmente produce un lanciatore leggero noto come Electron, che fornisce lanci dedicati per satelliti miniaturizzati e CubeSat. La società è stata fondata in Nuova Zelanda nel 2006 da Peter Beck e ha stabilito la sede centrale in California negli Stati Uniti nel 2013.
Il programma di test dell'Electron è iniziato a maggio 2017, con voli commerciali annunciati dalla compagnia a un prezzo indicato all'inizio del 2018 di 5,7 milioni di dollari. A partire dalla penisola di Mahia, in Nuova Zelanda, i voli di prova del razzo hanno avuto luogo il 25 maggio 2017 e il 21 gennaio 2018 mentre il suo primo volo commerciale ha avuto luogo l'11 novembre 2018. Il 16 dicembre 2018, Rocket Lab ha lanciato la sua prima missione per la NASA ELaNa. La compagnia prevede di effettuare il suo primo lancio dallo spazioporto in Virginia nel 2020. A giugno 2020 Rocket Lab si è aggiudicata un contratto dal National Reconnaissance Office per il lancio di una coppia di lanci del proprio razzo Electron al fine di valutare le capacità reattive dell'azienda.

## Storia
Rocket Lab è stata fondata nel giugno 2006 dal neozelandese Peter Beck, CEO e CTO dell'azienda. Mark Rocket, imprenditore e collega neozelandese, è stato l'investitore e il codirettore dal 2007 al 2011. Rocket Lab affermò di essere diventata la prima compagnia privata nell'emisfero australe a raggiungere lo spazio dopo aver lanciato il suo razzo suborbitale Ātea-1 nel novembre 2009. Il payload non è stato recuperato, ma ciò non è stato ritenuto necessario. Il lancio è avvenuto al largo della costa della Nuova Zelanda, dall'isola privata di Michael Fay, un banchiere e investitore della Nuova Zelanda.
Un altro investitore iniziale di Rocket Lab fu Stephen Tindall, imprenditore neozelandese e investitore in start-up.
Nel dicembre 2010, Rocket Lab ha ottenuto un contratto con il governo degli Stati Uniti dall'Operational Space Responsive Space Office (ORS) per studiare un lanciatore spaziale a basso costo per mettere in orbita CubeSats. Questo accordo con la NASA consentì all'azienda di utilizzare le risorse della NASA come dipendenti, strutture e attrezzature per scopi commerciali di lancio.
Intorno al 2013 la società ha spostato la sua registrazione dalla Nuova Zelanda negli Stati Uniti e ha aperto la sede centrale a Huntington Beach, in California. La mossa ha coinciso con la ricezione di finanziamenti da fonti americane ed è stata in parte dovuta all'aumento dei contratti da parte del governo USA.
Il finanziamento è stato ottenuto da Khosla Ventures nel 2013, Callaghan Innovation e Bessemer Venture Partners nel 2014. Nel 2015 Lockheed Martin è diventato un investitore strategico e nel marzo 2017 Rocket Lab ha annunciato di aver raccolto altri 75 milioni di dollari in un aumento di capitale guidato da Data Collective con la partecipazione di Promus Ventures e diversi investitori precedenti. Nel novembre 2018, la società ha riferito di aver raccolto alti 140 milioni di dollari da Future Fund.
Nel maggio 2017, gli investimenti dell'agenzia Callaghan Innovation in Rocket Lab nel corso degli anni sono stati registrati per un totale di 15 milioni di dollari neozelandesi.
La prima missione della NASA, lanciata nel 2018, è stata contrattuata a un prezzo di 7,95 milioni di dollari (con servizi di lancio inclusi).
Rocket Lab ha iniziato a sviluppare la tecnologia riutilizzabile del primo stadio nel 2018, dopo aver dichiarato pubblicamente che non aveva intenzione di tentare di recuperare e quindi riutilizzare i loro piccoli veicoli di lancio a basso costo. Hanno rivelato di pianificare il potenziale recupero del primo stadio di Electron nell'agosto 2019, mediante un paracadute e un recupero a mezz'aria, affermando di effettuare un tentativo di recupero dello stadio prima della metà del 2020. Nel dicembre 2019, hanno testato in volo la tecnologia di rientro - un deceleratore aerotermico proprietario di Rocket Lab - sul volo numero 10 di Electron, e sono stati in grado di rallentare il razzo e farlo rientrare senza danneggiamenti nell'atmosfera. Non hanno tentato di recuperare il razzo in questo primo test; ma hanno in programma di aggiungere paracadute guidati ai futuri voli di prova, alla fine recuperando il booster afferrando il razzo a paracadute con un elicottero nell'atmosfera più bassa.

## Lanciatori

### Ātea
Il primo lancio del razzo suborbitale Ātea (che in lingua māori vuol dire "spazio") è avvenuto alla fine del 2009. Il razzo di 6 metri (20 ft) dal peso di 60 kg stato progettato per trasportare 2 kg di carico utile ad un'altitudine di 120 km. Era destinato a trasportare payload scientifici o, eventualmente, oggetti personali.
Ātea-1, chiamato Manu Karere o Bird Messenger dal locale Maori iwi, è stato lanciato con successo dalla Great Mercury Island vicino alla penisola di Coromandel il 30 novembre 2009 alle 13:23 UTC.
Il carico utile non doveva essere recuperato, essendo solo una prova, e la compagnia ha avvisato che qualora fosse incontrato dalle navi in mare, il carico utile non doveva essere gestito in quanto "potenzialmente pericoloso". Tuttavia, le caratteristiche prestazionali sono state completamente determinate dallo stadio boost, che aveva la telemetria ed è stato recuperato. Un secondo lancio di Ātea-1 non è stato tentato.

### Electron

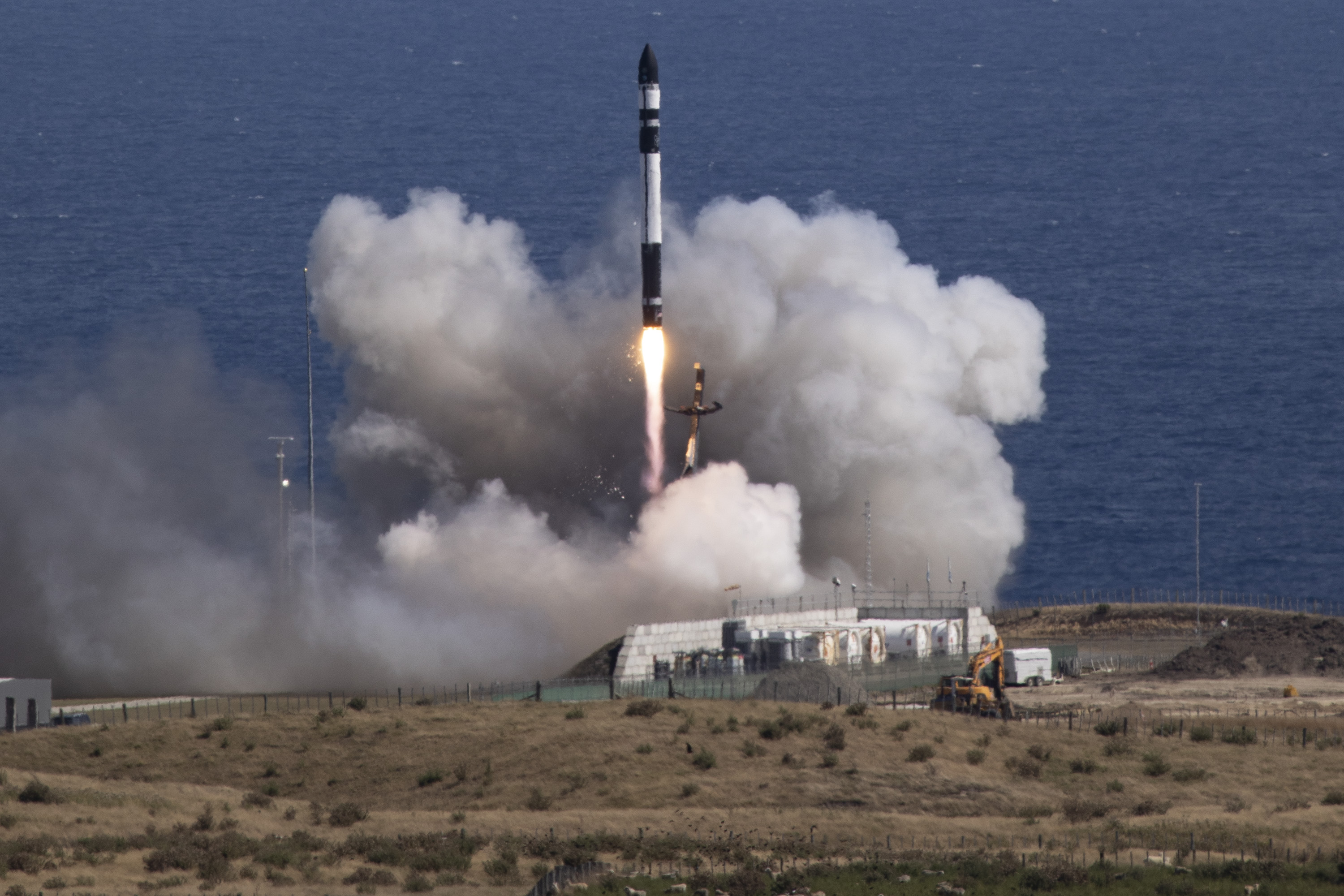
Electron

Electron è un veicolo di lancio riutilizzabile  a due stadi che utilizza i motori a propellente liquido Rutherford di Rocket Lab su entrambi gli stadi. Il veicolo è in grado di consegnare carichi utili di 150   kg a 500   km in orbita eliosincrona, l'orbita principale dei satelliti di piccola dimensione. Il costo previsto è inferiore ai 5 milioni di dollari per lancio.
Il motore Rutherford utilizza pompe che sono unicamente alimentate da generatori elettrici a batteria anziché da generatore di gas o espansore o prebruciatore. Il motore è anche fabbricato in gran parte tramite stampa 3D: strati di polvere metallica vengono fusi in un vuoto elevato da un fascio di elettroni piuttosto che da un laser.
A marzo 2016, il motore Rutherford del secondo stadio aveva completato i test statici. Il primo volo di prova ha avuto luogo il 25 maggio 2017 alle 04:20   UTC dalla penisola di Mahia nell'Isola del Nord della Nuova Zelanda. Dopo aver raggiunto un'altitudine di circa 224 km, il razzo si stava comportando nominalmente, ma i dati di telemetria andarono persi, quindi venne deciso di procedere con l'autodistruzione.
Il 21 gennaio 2018 alle 01:43 UTC, il loro secondo razzo su un volo chiamato "Still Testing" lanciato, raggiunse l'orbita e dispiegò tre CubeSat per i clienti Planet Labs e Spire Global. Il razzo trasportava anche un ulteriore carico utile satellitare chiamato Humanity Star, una sfera geodetica in fibra di carbonio di un metro composta da 65 pannelli che riflettono la luce del sole. Humanity Star è rientrata nell'atmosfera terrestre ed è bruciata a marzo 2018. L'11 novembre 2018, il primo lancio commerciale (terzo lancio in totale) di Electron è avvenuto dalla penisola di Mahia con i satelliti per Spire Global, GeoOptics, un CubeSat costruito da studenti delle scuole superiori e un prototipo di dragsail.

### Neutron
Neutron è un lanciatore riutilizzabile a due stadi sviluppato da Rocket Lab per mettere in orbita grandi costellazioni di satelliti e portare carichi oltre l'orbita terrestre.
La sua altezza sarà di 40 metri ed entrambi gli stadi saranno alimentati ad ossigeno liquido e metano liquido.
L'azienda dichiara che il vettore potrà trasportare fino a 13.000 kg in orbita bassa (LEO) e fino a 1500 kg verso Marte o Venere.